# Titularbistum Zabi
Zabi ist ein Titularbistum der römisch-katholischen Kirche und heute ein Titularbistum.
Es geht zurück auf einen Bischofssitz in der gleichnamigen antiken Stadt, die in der Spätantike in der römischen Provinz Mauretania Sitifensis (heute nördliches Algerien) lag, im Ortsteil Bechilga der heutigen Stadt M'Sila. Spätestens nach der islamischen Expansion ging der Bischofssitz unter.
| Titularbischöfe von Zabi |                                     | |                   |                   |
| Nr.                      | Name                                | Amt | von               | bis               |
| 1                        | Joseph-Georges-Édouard Michaud MAfr | Apostolischer Vikar von Tabora (Tansania) Apostolischer Koadjutorvikar von Uganda Apostolischer Vikar von Uganda (Uganda) | 17. November 1928 | 18. Juni 1945     |
| 2                        | Joseph Halsall                      | Weihbischof in Liverpool (Großbritannien)                                                                                 | 11. August 1945   | 13. März 1958     |
| 3                        | Carlos Luis Geromini                | emeritierter Bischof von Santa Rosa de Copán (Honduras)                                                                   | 23. Mai 1958      | 8. März 1972      |
| 4                        | Sergio Valech Aldunate              | Weihbischof in Santiago de Chile (Chile)                                                                                  | 27. August 1973   | 24. November 2010 |
| 5                        | Christian Lépine                    | Weihbischof in Montréal (Kanada)                                                                                          | 11. Juli 2011     | 20. März 2012     |
| 6                        | Robert Coyle                        | Weihbischof im US-amerikanischen Militärordinariat/ Rockville Centre (ab 2018) (USA)                                      | 11. Februar 2013  |                   |